# تروو نیمورا
تروو نیمورا (به انگلیسی: Teruo Nimura) بازیکن فوتبال اهل ژاپن و عضو تیم ملی فوتبال ژاپن است که در تاریخ ۱۰ دسامبر ۱۹۷۰ میلادی اولین بازی ملی‌اش را انجام داد. او در ۵ بازی ملی حضور داشت و آخرین بازی ملی خود را در تاریخ ۱۹ دسامبر ۱۹۷۰ میلادی انجام داد. تروو نیمورا در بازی‌های ملی‌اش
گلی به ثمر نرساند.